# Porcellio granarus
Porcellio granarus là một loài chân đều trong họ Porcellionidae. Loài này được Nicolet miêu tả khoa học năm 1849.